# William Hathaway
William Hathaway (Cambridge, 1924. február 21. – McLean, 2013. június 24.) az Amerikai Egyesült Államok szenátora (Maine, 1973–1979).